# Lancino Corti
Lancino Corti (Milano, ... – 1512) è stato un poeta italiano.
Epigrammista, di lui ci rimane inoltre il carme De Mediolano. Fu cortigiano e protetto di Ludovico Sforza.